# Gyrolepis
Gyrolepis is een geslacht van uitgestorven straalvinnige beenvissen, behorend tot de Palaeonisciformes. Het leefde tussen het Midden- en het Laat-Trias (ongeveer 247 - 201 miljoen jaar geleden) en zijn fossiele overblijfselen zijn gevonden in Europa, Azië en Noord-Amerika.

## Naamgeving
Gyrolepis werd voor het eerst beschreven in 1835 door Louis Agassiz in het monumentale werk Recherches sur les Poissons Fossiles. De geslachtsnaam is afgeleid van het Grieks gyros, 'spiraal' en lepis, 'schub'. Fossielen van deze vis zijn gevonden in tal van Europese afzettingen, variërend van het Anisien (Midden-Trias) tot het Rhaetien (Laat-Trias): overblijfselen die aan Gyrolepis worden toegeschreven, zijn gevonden in tal van Europese landen: België, Frankrijk, Duitsland, Italië, Luxemburg, Polen , Spanje, Zwitserland, het Verenigd Koninkrijk en de eilanden van Spitsbergen. Overblijfselen van Gyrolepis zijn ook gevonden in China, Pakistan, Saoedi-Arabië, Nevada en Arizona.
Tot de bekendste soorten behoren Gyrolepis albertii en Gyrolepis quenstedti, die veel voorkomen in verschillende Europese afzettingen, en Gyrolepis biplicatus, afkomstig uit het San Cassiano-veld in Alto Adige.

## Beschrijving
Deze vis was middelgroot en kon wel dertig centimeter lang worden. Het was voorzien van een dun lichaam, met een smalle en lange kop, eindigend in een korte maar puntige snuit. De suspensorium van de onderkaak was zeer schuin; de tanden waren lang, dun en conisch.
De rugvin was driehoekig en puntig van vorm en bevond zich in de achterste helft van het lichaam. De anaalvin was in wezen het spiegelbeeld van de rugvin. De borstvinnen waren smal en lang, terwijl de buikvinnen driehoekig van vorm waren. De staartvin was heterocerciaal en had puntige bovenste schubben. De schubben van Gyrolepis waren voorzien van groeven en gerangschikt in diagonale rijen.

## Fylogenie
Gyrolepis wordt klassiek beschouwd als een vertegenwoordiger van de palaeonisciden, een groep archaïsche beenvissen die typisch zijn voor het Paleozoïcum en het vroege Mesozoïcum; meer recente onderzoeken hebben een mogelijke verwantschap tot de familie Acrolepidae aangetoond, zelfs in de context van de Palaeonisciformes (Chrzastek, 2008).